# Kelchterhoef

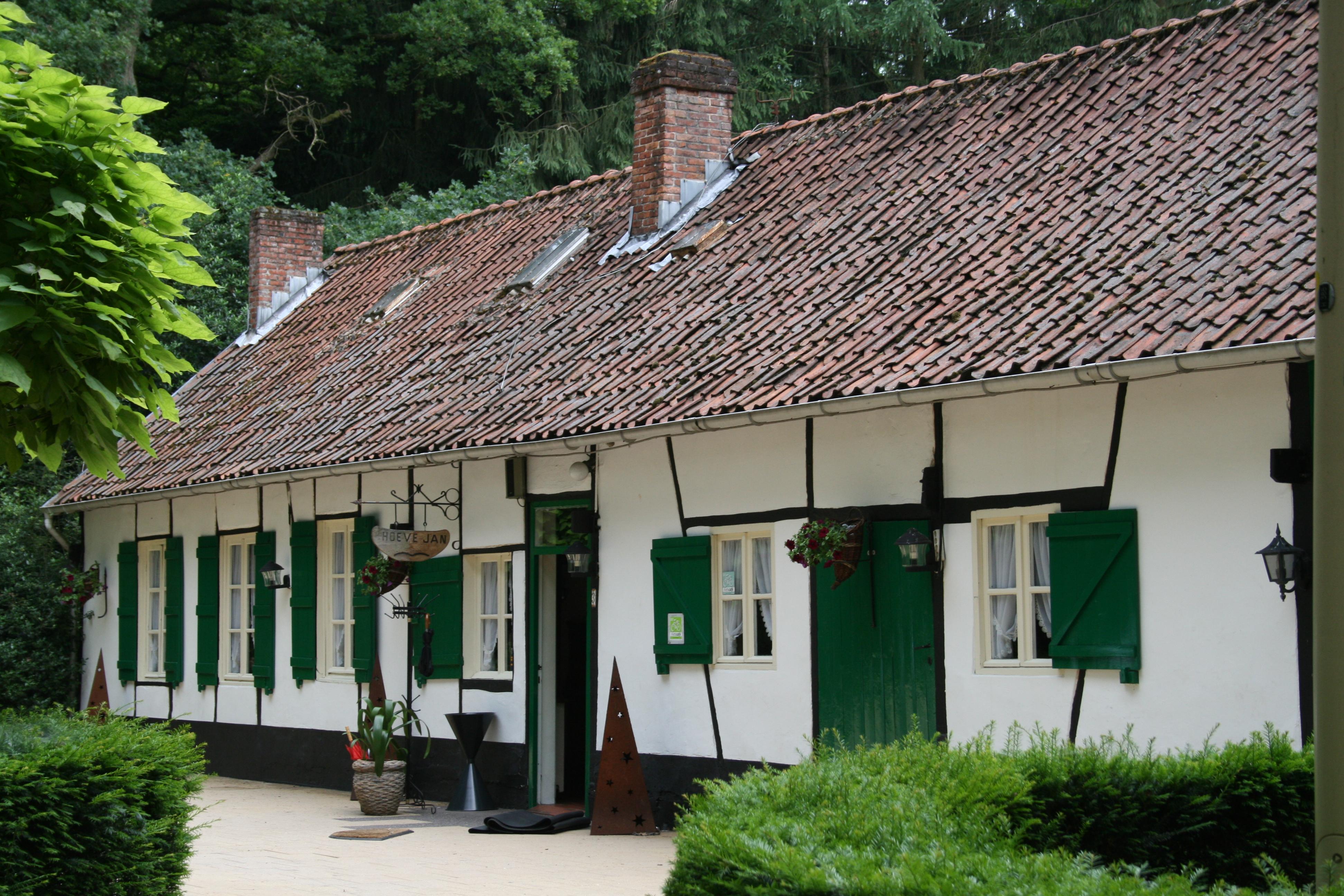
Hoeve Jan

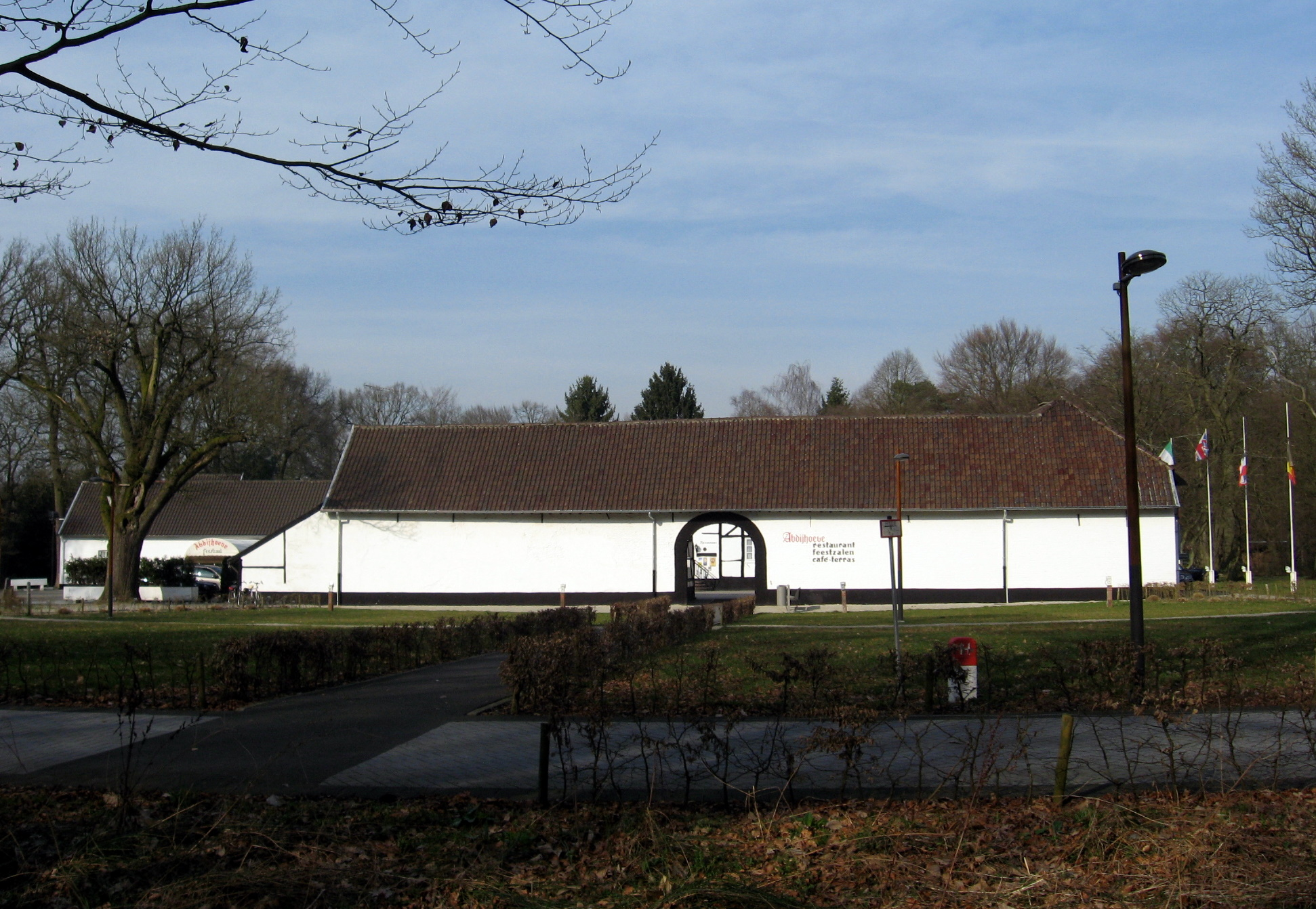
Abdijhoeve

Kelchterhoef de naam van een natuurgebied en recreatiedomein in de Belgische gemeente Houthalen-Helchteren. Het bevindt zich ten oosten van de dorpskern Houthalen, ten noorden van het natuurgebied Tenhaagdoornheide en het gehucht Kwalaak, ten westen van Houthalen-Oost en ten zuiden van een militair schietterrein op de Donderslagse Heide. Het natuurgebied Kelchterhoef is onderdeel van de vijverregio De Wijers en wordt beschermd als onroerend erfgoed.
De naam van het gebied is afkomstig van de naam Calechtre (landbouwbedrijf), waaronder het in de middeleeuwen bekendstond.

## Geschiedenis
Het gebied werd in 1228 door graaf Arnold IV van Loon geschonken aan de abdij van Floreffe, die reeds het aanpalend domein Hengelhoef in bezit had. Er werd akkerbouw bedreven en in de vennen werd vis gekweekt. Tot de 16e eeuw beheerde de abdij het domein zelf, daarna ging het beheer naar pachters over.
Op 5 augustus 1798 werd Kelchterhoef als zwart goed voor 105.000 Franse franken verkocht aan een particulier, Jean Abraham Mamin uit Maastricht. Hij was ambtenaar van de Burgerlijke Stand van Maastricht en tekende in 1796 de eerste echtscheidingsakte in Nederland.
In 1850 kwam het goed in bezit van ridder Charles Moreau de Bellaing (1825-1895), agronoom, burgemeester van Rotem en provincieraadslid van Limburg, die op het Kasteel Ommerstein in Rotem woonde. Hij verbouwde de Abdijhoeve in 1851 tot het huidige U-vormige complex. Daarbij verdween de westvleugel van het gebouw, dat aanvankelijk een vierkantshoeve was. De familie Moreau de Bellaing gebruikte Kelchterhoef als buitenverblijf en lieten het beheer aan een rentmeester over.
In 1954 werd het goed, toen 197 ha groot, door de familie verkocht aan de gemeente Houthalen. In 1959 kwam er een restaurant in de abdijhoeve. Op 5 juni 1960 vond de officiële opening van het restaurant plaats. Nog geen jaar later, op 20 mei 1961, vond de officiële heropening plaats, ditmaal als café-restaurant.
In 1970 kwam er een automuseum op het domein, dat in 1986 verhuisde naar Autoworld in Brussel.
Hoeve Mieneke, nabij de Laambeek, is vernoemd naar Philomena Beertens en stamt uit ongeveer 1900; Hoeve Jan stamt uit dezelfde tijd en is oorspronkelijk een vakwerkboerderij geweest met lemen vullingen.

## Natuur en recreatie
Het natuurgebied Domein Kelchterhoef omvat een park van 200 ha met bossen, waaronder een zeer oud loofbos en een opvallende kastanjedreef. Ook zijn er vennen. Binnen dit park bevinden zich een aantal oude hoeven, die als horecagelegenheid zijn ingericht: Hoeve Mieneke, Hoeve Jan en de Abdijhoeve (of Kelchterhoeve). Wandelingen voeren langs de bezienswaardigheden van het park.

## De Plas
Het recreatiegebied De Plas bestaat uit een zandwinningsplas die is ontstaan bij de aanleg van de E314. In de plas, die maximaal 9 meter diep is, kan men zwemmen en duiken, terwijl ook een zandstrand aanwezig is. In de nabijheid is ook een camping.